# لورانس فيرجيل
لورانس فيرجيل (بالإنجليزية: Lawrence Virgil)‏ هو لاعب كرة قدم أمريكية أمريكي، ولد في 20 يناير 1991 في كيويتمان في الولايات المتحدة.

## وصلات خارجية
- لورانس فيرجيل على موقع مرجع كرة القدم المحترفة.كوم (الإنجليزية)